# اتحاد العمال و المزارعين التقدمي
اتحاد العمال و المزارعين التقدمي هو حزب سياسي في سورينام، في الاٍنتخابات التشريعية الأخيرة (25 ماي 2005) حصل الحزب على 1 % الأصوات ولم يحصل على أي مقعد في المجلس الوطني.